# Tito Quincio Crispino Valeriano
Tito Quincio Crispino Valeriano fue un senador romano activo durante el reinado de Augusto. Fue cónsul sufecto en la segunda mitad de 2 como compañero de Publio Cornelio Léntulo Escipión.

## Biografía
Crispino Valeriano era de origien patricio pero se desconoce ningún dato adicional sobre sus vínculos familiares. Puedo haber sido el hijo biológico de un tal Valerio que fue adoptado por Tito Quincio Crispino Sulpiciano, uno de los supuestos amantes de Julia la Mayor; o el hijo de Quincio Crispino con una tal Valeria; o incluso el hermano de Crispino Sulpiciano.
Un evento de su vida es seguro y es la fecha de su nombramiento como pretor, que tuvo lugar en 2 a. C.; esto permite inferir que accedió al consulado en el año que le correspondía, estableciendo así el año de su nacimiento en 32 a. C.. Se sabe que era miembro de los arvales por inscripciones que atestiguan su presencia en sus ceremonias de 14 hasta 27. Murió probablemente antes del final del reinado de Tiberio.

| Predecesor: Publio Vinicio Publio Alfeno Varo | Cónsul del Imperio romano junto con Publio Cornelio Léntulo Escipión 2 | Sucesor: Lucio Elio Lamia Marco Servilio |